# Dorota Ryst
Dorota Ryst (ur. 17 kwietnia 1965) – polska poetka.
Absolwentka Wydziału Polonistyki Uniwersytetu Warszawskiego. Autorka siedmiu książek poetyckich. Publikowała w zbiorach pokonkursowych, prasie literackiej (m.in. Topos, Bliza, Akant, Metamorfoza, Łabuź, Gazeta Kulturalna) oraz w Świerszczyku (wiersze dla dzieci). Laureatka wielu ogólnopolskich konkursów literackich. Nominowana do Nagrody Głównej w III Ogólnopolskim Konkursie Poetyckim im. Jacka Bierezina 1997. Jest współzałożycielką Grupy Twórczej OKNO, wiceprezesem Stowarzyszenia Salon Literacki i redaktorem naczelnym Internetowej Gazety Kulturalnej Salon Literacki. Redaguje m.in. zbiory pokonkursowe (Praska Przystań Słowa), tomiki autorskie. Jest jurorem w ogólnopolskich konkursach literackich.

## Książki poetyckie
- Odmiana przez przypadki (Magazyn Literacki, Warszawa 1999)
- widoczki. wiersze bezwstydne (Tygiel Kultury, Łódź 2005)
- czasunek (Wydawnictwo Książkowe IBiS, Warszawa 2009)
- Punkty przecięcia (Stowarzyszenie Salon Literacki, Warszawa 2011)[5]
- Część planu (Stowarzyszenie Salon Literacki, Warszawa 2014)[6]
- Sample story (Wydawnictwo Forma, Szczecin 2016)[7]
- Raport z zimnego kraju (Stowarzyszenie Salon Literacki, Warszawa 2019)[8]